# Rhydwen Williams
Rhydwen Williams (ur. 1916, zm. 1997) – walijski duchowny baptystyczny, pisarz i poeta tworzący zarówno w rodzimym języku walijskim, jak i w języku angielskim. Jest autorem powieściopartych na historii własnej rodziny osadzonych w scenerii zagłębia górniczego Rhondda, leżącego w południowej Walii. W utworze Y Siol Wen (w wersji angielskiej The White Shawl, 1970) opisał strajk generalny w 1926 roku, a w powieści Dyddiau Dyn (A Man's Days, 1973) przedstawił wielki kryzys ekonomiczny, który dotknął południe Walii w latach trzydziestych.